# 長谷川柊
長谷川 柊（はせがわ しゅう、1997年11月25日 - ）は、日本の陸上競技選手。専門は長距離走。新潟県南魚沼市出身。新潟県立八海高等学校、専修大学卒業。花王陸上競技部に所属。クロスカントリー日本代表。

## 略歴
中学1年生で兄の影響で陸上を始める。八海高校時代の5000mのベストは15分10秒台だったが、当時監督を務めていた伊藤国光から誘われ、専修大学陸上競技部へ進学・入部。しかし、同陸上競技部の入部条件が5000mが15分を切っていることが条件だったため、選考基準を突破するために記録会に参加。その際、現同大学監督で当時コーチを務めていた長谷川淳と共に練習を重ね、当時の自己ベストを30近く更新する14分41秒を記録し、正式に入学が決まった。
専修大に進学後も着々と記録を伸ばし、2年生だった第94回箱根駅伝では、予選会を全体の36位で走り、関東学生連合チームのメンバーとして2区を走った。翌年、2018年からは予選会がハーフマラソンの距離になり、長谷川はここでも1時間2分49秒と、個人では全体の14位という好成績を残した。4年次の箱根駅伝予選会でも全体11位（日本人5位）の好走をするが、本大会への出場はならなかった。
大学卒業後は、カネボウ(現：花王)に入社。入社一年目の2020年ホクレン・ディスタンスチャレンジ網走大会5000mでは自己ベストを更新。2022年2月13日に開催された全日本実業団ハーフマラソンにて、1時間01分02秒のタイムを記録(全体17位)し、自己ベストを更新。
2023年2月18日にオーストラリアバサーストで開催された第44回世界クロスカントリー選手権大会に日本代表として選出。シニア男子10kmにて全体99位、37分25秒を記録。11月に行われた第310回日本体育大学長距離競技会にて10000mの自己ベスト更新する28分20秒57を記録。